# 安東尼·博里奇
安東尼·博里奇（英語：Anthony Boric；1983年12月27日—）是一位新西蘭橄欖球運動員。他是新西蘭國家橄欖球隊的一員，代表新西蘭參加了2011年世界盃橄欖球賽。